# Гайандотт
Гайандотт (англ. Guyandotte River) — река на юго-западе штата Западная Виргиния, США. Левый приток реки Огайо. Длина составляет около 267 км. Берёт начало в округе Релей, в виде слияния трёх верховий: Уиндинг-Галф, Стоункоал-Крик и Девилс-Форк. Течёт преимущественно в западном и северо-западном направлениях, протекая через территорию округов Вайоминг, Минго, Логан, Линкольн и Кабелл. Впадает в реку Огайо в Хантингтоне, примерно в 8 км к востоку от центра города. В округах Вайоминг и Минго на реке имеется водохранилище Байли.
В городе Барбурсвилл принимает приток Мад-Ривер, в Мулленс — приток Слаб-Форк, в округе Линкольн — приток Биг-Агли-Крик.